# Whistle!
Whistle! (ホイッスル!, Hoissuru!), conhecido em Portugal como Dream Team, é um mangá japonês escrito por Daisuke Higuchi, adaptado para um anime de 39 episódios transmitido no Japão e na Coreia do Sul pelo Animax, e em Portugal pelo Canal Panda

## Enredo
Whistle! conta a história de um rapaz chamado Shō Kazamatsuri, que se transfere da Musashinomori School para a Sakura Josui Junior High School na esperança de conseguir entrar na equipe de futebol, visto que na antiga escola ele nunca conseguiu jogar devido à sua pequena estatura.

### Trilha Sonora
Tema de abertura
"DOUBLE WIND" por Minako Komukai
Tema de encerramento
"Sweet Days" por Minako Komukai

## Transmissão International
| País          | Canais                                                     | Título no país |
| ------------- | ---------------------------------------------------------- | -------------- |
| Japão         | Animax                                                     | ホイッスル!    |
| Coreia do Sul | Animax                                                     | 휘슬!          |
| China         | Chinese Television System, ETTV Movie, MOMO Family Channel | 哨声响起       |
| Itália        | Cartoon Network, Boing                                     | Dream Team     |
| Espanha       | Cuatro                                                     | Dream Team     |
| Portugal      | Canal Panda                                                | Dream Team     |